# Organização do Tratado Central
A Organização do Tratado Central, (em inglês CENTO: Central Treaty Organization, também conhecida como Pacto de Bagdá) foi uma aliança militar fundada em 1955 por Irã, Iraque, Paquistão, Turquia e Reino Unido, e foi dissolvida em 1979.
A pressão dos EUA e as promessas de ajuda militar e econômica foram fundamentais nas negociações que conduziram ao acordo, mas os Estados Unidos não poderiam inicialmente participar. John Foster Dulles, que estava envolvido nas negociações como Secretário de Estado dos Estados Unidos sob o presidente Dwight D. Eisenhower, afirmou que era devido ao "lobby pró-Israel e à dificuldade de obter a aprovação do Congresso". Outros disseram que o motivo foi "por razões puramente técnicas de procedimentos de orçamentação".
Em 1958, os EUA juntaram-se ao comitê militar da aliança. É geralmente visto como uma das menos bem-sucedidas alianças da Guerra Fria.
A sede da organização esteve em Bagdade, no Iraque, de 1955 a 1958 e em Ancara, na Turquia, de 1958 a 1979. Chipre foi também um local importante para o CENTO devido à sua localização no Médio Oriente e nas Áreas da Base Soberana Britânica na ilha.

## História

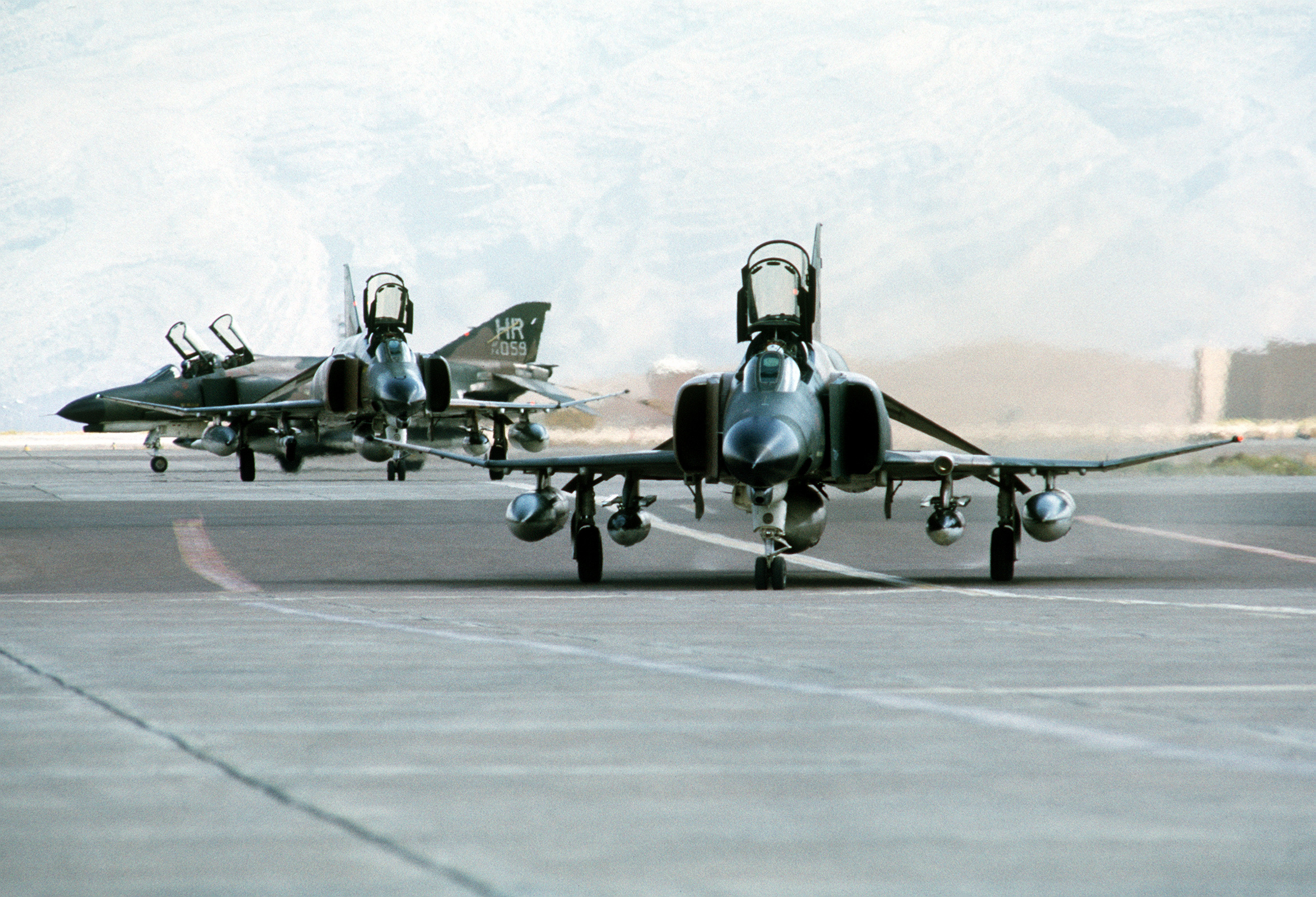
Três aviões McDonnell Douglas F-4E Phantom II da Força Aérea dos Estados Unidos estacionados na Base Shiraz Air, no Irão, durante exercícios do CENTO, 1 de Agosto de 1977

Modelado após a Organização do Tratado do Atlântico Norte (NATO), o CENTO comprometeu as nações a cooperação e proteção mútua, bem como a não intervenção nos assuntos uns dos outros. Seu objetivo era conter a União Soviética (URSS) tendo uma linha de estados fortes ao longo da fronteira sudoeste da URSS. Da mesma forma, era conhecido como Cinturão Norte (do inglês, Northern Tier) para impedir a expansão soviética para o Médio Oriente. Ao contrário da NATO, o CENTO não tinha uma estrutura de comando militar unida, nem havia muitas bases militares dos EUA ou do Reino Unido estabelecidas nos países membros, embora os EUA tivessem instalações de inteligência eletrônica e de comunicação no Irão e operassem voos de inteligência U-2 sobre a URSS a partir de bases no Paquistão. O Reino Unido teve acesso a instalações no Paquistão e no Iraque em vários momentos enquanto o tratado estava em vigor.
Em 14 de Julho de 1958, a monarquia iraquiana foi derrubada num golpe militar. O novo governo foi liderado pelo General Abdul Karim Qasim, que retirou o Iraque do Pacto de Bagdade, abriu relações diplomáticas com a União Soviética e adotou uma posição não alinhada. A organização deixou o nome 'Pacto de Bagdad' em favor do 'CENTO' naquele momento.
O Médio Oriente e o Sul da Ásia tornaram-se áreas extremamente voláteis durante a década de 1960 com o Conflito Árabe-Israelense em curso e as Guerras indo-paquistanesas. O CENTO não estava disposto a se envolver profundamente em qualquer disputa. Em 1965 e 1971, o Paquistão tentou, sem sucesso, obter assistência em suas guerras com a Índia através do CENTO, mas isso foi rejeitado sob a ideia de que o CENTO tinha como objetivo conter a URSS e não a Índia.
O CENTO fez pouco para impedir a expansão da influência soviética para os Estados não membros da região. Qualquer que seja o valor de contenção que o pacto possa ter tido foi perdido quando os soviéticos "assaltou" os Estados membros, estabelecendo estreitas relações militares e políticas com governos no Egito, Síria, Iraque, República Democrática Popular do Iêmen, Somália e Líbia. Em 1970, a URSS enviou mais de 20 mil soldados no Egito e estabeleceu bases navais na Síria, Somália e na R.D.P. do Iémen.
A Revolução iraniana decretou o fim da organização em 1979, mas, na realidade, ela estava essencialmente terminada desde 1974, quando a Turquia invadiu o Chipre. Isso levou o Reino Unido a retirar forças destinadas à aliança, e o Congresso dos Estados Unidos a interromper a ajuda militar à Turquia apesar de dois vetos presidenciais. Com a queda da monarquia iraniana, qualquer razão restante para a organização foi perdida. Futuros acordos de defesa dos EUA e da Inglaterra com países regionais - como o Paquistão, o Egito e os estados do Golfo Pérsico - foram conduzidos bilateralmente.
Com a retirada do Irão, o secretário-geral do CENTO, o diplomata turco Kamran Gurun, anunciou em 16 de Março de 1979 que ele convocaria uma reunião do conselho do pacto para dissolver formalmente a organização.

## Cronologia
- Fevereiro de 1954: Turquia assina um pacto de Mútua Cooperação com o Paquistão.
- 24 de Fevereiro de 1955: Um acordo militar foi assinado entre o Irão e a Turquia, e o termo "Pacto de Bagdade" começa a ser usado. O Irão, o Paquistão, e o Reino Unido juntam-se ao Pacto de Bagdade.
- Março de 1959: O novo regime republicano do Iraque retira o país da aliança.
- 19 de Agosto de 1959: METO renomeado CENTO.
- 1965: Paquistão tenta receber ajuda dos seus aliados para a sua guerra contra a Índia. O Conselho de Segurança das Nações Unidas passou a Resolução 211 a 20 de Setembro e os Estados Unidos e o Reino Unido suportaram a decisão da ONU cortando os envios de armas para ambos os lados.
- 1971: Numa nova guerra com a Índia, o Paquistão tentou outra vez sem sucesso receber assistência dos seus aliados. (Os Estados Unidos providenciaram ajuda militar limitada ao Paquistão, mas não com o aval do CENTO.)
- 1979: O novo governo da República Islâmica do Irão retirou o país do CENTO.

## Secretários-Gerais
Um secretário-geral, nomeado pelo conselho de ministros por três anos renováveis, supervisionou as atividades do CENTO. Os secretários gerais foram:
| Nome                 | Estado    | Mandato                  |
| -------------------- | --------- | ------------------------ |
| Awni Khalidy         | Iraque    | 1955 – 31 Dez 1958       |
| Osman Ali Baig       | Paquistão | 1 Jan 1959 – 31 Dez 1961 |
| Abbas Ali Khalatbari | Irão      | Jan 1962 – Jan 1968      |
| Turgut Menemencioğlu | Turquia   | Jan 1968 – 1 Fev 1972    |
| Nasir Assar          | Irão      | 1 Fev 1972 – Jan 1975    |
| Ümit Haluk Bayülken  | Turquia   | Jan 1975 – 1 Ago 1977    |
| Sidar Hasan Mahmud   | Paquistão | Ago 1977 – Mar 1978      |
| Kamuran Gurun        | Turquia   | 31 Mar 1978 – 1979       |

## Linha Ferroviária do CENTO
O CENTO patrocinou uma linha ferroviária, algumas das quais foram concluídas, para permitir uma ligação ferroviária entre Londres e Teerão via Vã. Uma seção do Lago de Vã na Turquia para Sharafkhaneh no Irão foi completada e financiada em grande parte pelo CENTO (principalmente os EUA e o Reino Unido). A engenharia civil foi especialmente desafiadora por causa do terreno difícil. Parte da rota incluiu uma passagem ferroviária no Lago de Vã com um terminal em Tatvane, no lado ocidental do lago. As características notáveis da linha ferroviária no lado iraniano incluíram 125 pontes, entre elas uma com um comprimento de 1.485 pés (453 m), abrangendo um desfiladeiro de 396 pés (121 m) de profundidade.

## Instituições culturais e de pesquisa
Como as suas contrapartes NATO e SEATO, o CENTO patrocinou várias instituições de pesquisa científica e cultural:
- CENTO Conferências sobre Ensino sobre Saúde Pública e Prática de Saúde Pública
- CENTO Programa de Obras Culturais
- CENTO Instituto de Ciência Nuclear & Aplicada
- CENTO Conselho de Coordenação Científica
- CENTO Conselho Científico
- CENTO Simpósio sobre Desenvolvimento Rural

As instituições apoiaram uma ampla gama de atividades não militares, com foco particular na agricultura e no desenvolvimento, em 1960, por exemplo, o CENTO financiou 37 projetos que abrangiam agricultura, educação, saúde, desenvolvimento económico e transporte. Também organizou pelo menos um simpósio sobre o problema da febre aftosa e da peste bovina.
A organização que se tornou o Instituto de Ciência Nuclear do CENTO foi estabelecida pelas potências ocidentais no Pacto de Bagdá, como o CENTO era então conhecido. Inicialmente foi localizado em Bagdade, Iraque, mas foi transferido para Teerão, Irão em 1958 depois que o Iraque se retirou do CENTO. Estudantes do Paquistão e da Turquia, bem como os do Irão, foram treinados no Instituto.

### Conselho Científico do CENTO
O Conselho Científico do CENTO organizou uma série de simpósios científicos e outros eventos, incluindo um encontro em Lahore, no Paquistão, em 1962, intitulado "O papel da ciência no desenvolvimento de recursos naturais com referência particular ao Paquistão, Irão e Turquia".